# Route nationale 5bis
La route nationale 5bis, ou RN 5bis, était une route nationale française reliant Brie-Comte-Robert à Avrolles. Dans les années 1930, le tronçon de Sens à Joigny devint le nouveau début de la RN 6 et celui de Joigny à Avrolles fut utilisé pour le tracé de la RN 443. Après les déclassements de 1972, elle est devenue D 305 et RN 105, cette dernière étant déclassée depuis 2007 en D 605.

## Tracés

### De Brie-Comte-Robert à Melun (D 305)
- Brie-Comte-Robert
- Réau
- Melun

Ce tronçon est aujourd'hui doublé par l'A 5b et la RN 105

### De Melun à Montereau-Fault-Yonne (D 605, ex-N 105)
- Sivry
- Le Châtelet-en-Brie
- Pamfou
- Valence-en-Brie
- Montereau-Fault-Yonne où elle rejoignait la RN 5 au lieu-dit Le Petit Fossard.

### De Sens à Joigny (N 360, N 6 et D 959)
- Sens
- Rosoy N 6
- Villeneuve-sur-Yonne
- Villecien D 959
- Saint-Aubin-sur-Yonne
- Joigny

### De Joigny à Avrolles (D 943)
- Laroche-Saint-Cydroine
- Migennes
- Brienon-sur-Armançon
- Avrolles où on retrouvait la RN 5